# Acrolophus goniocentra
Acrolophus goniocentra är en fjärilsart som beskrevs av Edward Meyrick 1923. Acrolophus goniocentra ingår i släktet Acrolophus och familjen Acrolophidae. Inga underarter finns listade i Catalogue of Life.